# Haltebogen

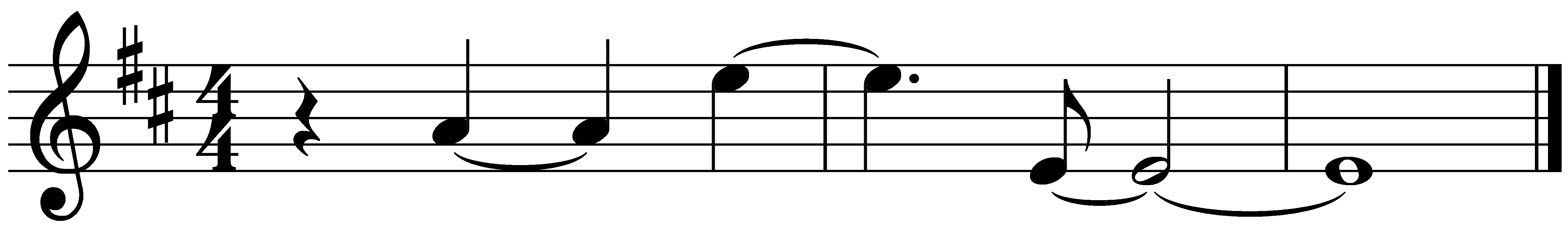
Der Haltebogen

Unter einem Haltebogen, auch Ligatur genannt (von lateinisch ligatura ‚Band‘), versteht man in der Musik die graphische Bindung von zwei Noten gleicher Tonhöhe.
Der Haltebogen verbindet zwei aufeinanderfolgende Noten gleicher Tonhöhe, so dass diese als ein einziger Ton klingen. Das heißt, der an den ersten Ton mit einem Haltebogen angehängte zweite Ton wird nicht neu angeschlagen, sondern verlängert die Dauer des ersten Tons. Auf diese Weise lassen sich beliebige Notenlängen erzielen oder Noten über einen Taktstrich hinweg verlängern – in letzterem Fall spricht man auch von „Überbindung“. So kann z. B. ein Orgelpunkt gesetzt werden, der über mehrere Takte hinweg andauert. Ein Haltebogen kann auch innerhalb eines Taktes gesetzt werden, wenn sich dadurch z. B. bei einer Synkope die Übersichtlichkeit erhöhen lässt. Sollen mehr als zwei Noten gehalten werden, werden diese jeweils paarweise durch Haltebögen gebunden.
Eine alternative, abkürzende Schreibweise für angehängte Noten bietet in vielen Fällen die Punktierung.
Zu unterscheiden ist der Haltebogen von dem ihm optisch ähnlichen Bindebogen, der beim Legato und Portato verwendet wird, und dem Phrasierungsbogen, der musikalische Phrasen verdeutlichen soll.
Der Haltebogen kann bei Gesangsstimmen gestrichelt sein, wenn die Noten für unterschiedliche Textunterlegungen gelten, z. B. bei mehreren Strophen oder in mehrsprachigen Notenausgaben. Das weist darauf hin, dass in der einen Textfassung mehrere kurze Silben, in einer anderen eine lange Silbe auftritt; der Text ist dann entsprechend angeordnet.
Das Wort Ligatur bezeichnet in Quadrat-, Modal- und Mensuralnotation eine verbundene Schreibweise mehrerer Töne unterschiedlicher Tonhöhe.